# Boris Bobrinskoy
Boris Bobrinskoy, né le 25 février 1925 à Paris et mort le 7 août 2020 à Bussy-en-Othe, est un théologien orthodoxe des XXe et XXIe siècles, auteur de plusieurs ouvrages de théologie dogmatique et de liturgie.

## Biographie
Doyen honoraire de l'Institut de théologie orthodoxe Saint-Serge, il a été recteur de la paroisse de la Sainte-Trinité (crypte de la cathédrale Saint-Alexandre-Nevsky de Paris), prêtre mitrophore et protopresbytre de l'exarchat du Patriarcat œcuménique de Constantinople.
Pendant plus de cinquante ans, de 1954 à 2006, Boris Bobrinskoy est professeur titulaire de la chaire de théologie dogmatique de l'Institut Saint-Serge, à Paris. Membre de la commission « Foi et Constitution » du Conseil œcuménique des Églises et de la Commission française pour le dialogue théologique catholique-orthodoxe, docteur en théologie, il suit sa formation dans la communion orthodoxe mais aussi dans le monde universitaire catholique et protestant. 
À partir des années 1970, il préside l’association radiophonique La Voix de l’orthodoxie. Il fut également un des fondateurs de la Fraternité orthodoxe en Europe occidentale.
Boris Bobrinskoy est marié à Hélène Disterlo.
Il est docteur honoris causa de l'université de Fribourg et de l'Institut de théologie orthodoxe Saint-Vladimir à New York. Il a également reçu la distinction de chevalier de l'ordre du Saint-Sépulcre.
Il meurt le 7 août 2020 à Bussy-en-Othe.

## Publications
- Communion du Saint-Esprit, Abbaye de Bellefontaine, 1992,  (ISBN 978-2855893563)
- Le Mystère de la Trinité, éditions du Cerf, 1996,  (ISBN 978-2204025980)
- La Compassion du Père, Cerf, 2000,  (ISBN 978-2204070911)
- La Vie liturgique, Cerf, 2000,  (ISBN 978-2204065290)
- Le Mystère de l'Église, cours de théologie dogmatique, Cerf, 2003,  (ISBN 978-2204070911)
- Je suis venu jeter le Feu sur la terre, recueil d'homélies, éd. du Désert, 2003,  (ISBN 2914857063) ; Cerf, 2003
- Viens, Esprit de vérité !, Cerf, 2024  (ISBN 9782204160544)